# USS Reno (CL-96)
USS Reno (CL-96) byl americký lehký křižník třídy Atlanta, který za druhé světové války bojoval v řadách United States Navy na pacifickém bojišti.
Reno patřil do druhé podskupiny plavidel třídy Atlanta, u kterých byla výzbroj snížena o čtyři kanóny ráže 127 mm. Loď celou svou operační službu bojovala v Pacifiku. Reno se podílel na pokusech o záchranu vážně poškozené lehké letadlové lodě USS Princeton, kterou 24. října 1944 u Leyte těžce poškodil letecký útok a kterou nakonec křižník musel potopil torpédem.
Krátce po skončení války byl křižník vyřazen ze služby a v roce 1962 byl sešrotován.